# Charles de Batz-Castelmore d'Artagnan

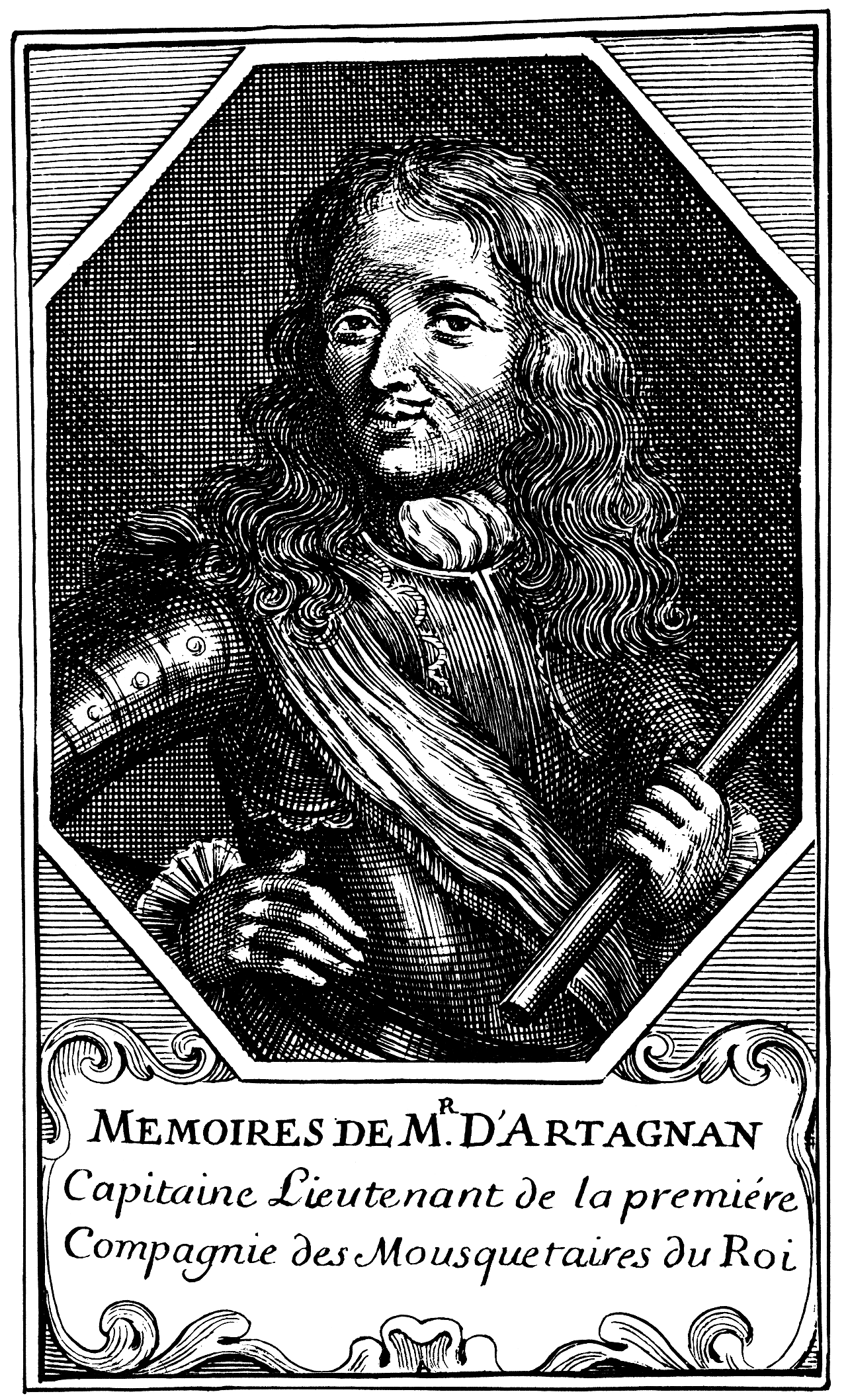
D'Artagnan

Charles Ogier de Batz de Castelmore, Comte d'Artagnan, född cirka 1611, död 25 juni 1673, var musketör i den franska armén under Louis XIV och dog under belägringen av Maastricht under fransk-nederländska kriget. En fiktiv biografi över hans liv nedtecknades av Gatien de Courtilz de Sandras, vilken skapade basen för figuren d'Artagnan i Alexandre Dumas böcker om De tre musketörerna.
Likheter och skillnader mellan den diktade d'Artagnan och den verklige.
- Bägge var musketörer som tjänade kardinal Mazarin.
- Bägge arresterade finansintendenten Nicolas Fouquet.
- Diktens d'Artagnan blev marskalk av Frankrike, den verklige blev general.
- Bägge stupar vid belägringen av Maastricht.
- Den verklige d'Artagnan hedras genom att kung Ludvig XIV närvarar vid hans bröllop.

## Eftermäle
Asteroiden 14238 d'Artagnan är uppkallad efter honom.